# Veikkausliiga de 2016
A Veikkausliiga de 2016 foi a octogésima sexta edição da principal divisão do futebol finlandês. A disputa apresentou um regulamento semelhante dos anos anteriores, sendo composta por três turnos de pontos corridos.
O título desta edição ficou com o IFK Mariehamn, obtido com três pontos a mais do que o segundo colocado, o Helsingin JK. Este foi o primeiro título da equipe em toda a história da competição. Helsingin JK e SJK conquistaram as vagas para a Liga Europa do ano seguinte. No entanto, o clube da cidade de Seinäjoki se consagrou campeão da Copa da Finlândia, o que abriu uma vaga para o quarto colocado, o VPS.
O rebaixamento à Ykkönen de 2017 obteve somente um integrante, o PK-35 Vantaa terminou na última posição e foi desqualificado do primeiro escalão. Por sua vez, o Inter Turku venceu o TPS nos play-offs locais, evitando a desqualificação.

## Classificação
| Pos. | Equipes       | P  | J  | V  | E  | D  | GP | GC | SG  | Classificação ou rebaixamento                               |
| ---- | ------------- | -- | -- | -- | -- | -- | -- | -- | --- | ----------------------------------------------------------- |
| 1    | IFK Mariehamn | 61 | 33 | 17 | 10 | 6  | 40 | 25 | +15 | Campeão e classificado para a Liga dos Campeões de 2017–18. |
| 2    | HJK           | 58 | 33 | 16 | 10 | 7  | 52 | 36 | +16 | Classificado para a Liga Europa da UEFA de 2017–18.         |
| 3    | Seinäjoen JK  | 57 | 33 | 17 | 6  | 10 | 49 | 36 | +13 | Classificado para a Liga Europa da UEFA de 2017–18.         |
| 4    | VPS           | 53 | 33 | 15 | 8  | 10 | 36 | 27 | +9  | Classificado para a Liga Europa da UEFA de 2017–18.         |
| 5    | Ilves         | 52 | 33 | 15 | 7  | 11 | 36 | 35 | +1  |                                                             |
| 6    | RoPS          | 50 | 33 | 13 | 11 | 9  | 43 | 33 | +10 |                                                             |
| 7    | KuPS          | 49 | 33 | 14 | 7  | 12 | 37 | 31 | +6  |                                                             |
| 8    | Lahti         | 42 | 33 | 10 | 12 | 11 | 42 | 43 | −1  |                                                             |
| 9    | PS Kemi       | 35 | 33 | 10 | 5  | 18 | 29 | 48 | −19 |                                                             |
| 10   | HIFK          | 34 | 33 | 8  | 10 | 15 | 35 | 39 | −4  |                                                             |
| 11   | Inter Turku   | 32 | 33 | 7  | 11 | 15 | 28 | 41 | −13 | Play-offs de rebaixamento.                                  |
| 12   | PK-35 Vantaaª | 13 | 33 | 4  | 7  | 22 | 32 | 65 | −33 | Rebaixado para a Ykkönen de 2017.                           |

- Fonte: Veikkausliiga.com
- ª: PK-35 Vantaa perdeu seis pontos por dívidas.[10]

## Play-offsde rebaixamento

### Jogo de ida
| 26 de outubro | TPS | 0 – 0     | Inter Turku | Paavo Nurmi, Turku                        |
| 15:00         |     | Relatório |             | Público: 4 216 Árbitro: Ville Nevalainen. |

### Jogo de volta
| 29 de outubro | Inter Turku                         | 2 – 0     | TPS | Veritas, Turku                             |
| 17:00         | Kosta Manev 49' · Bajram Nebihi 89' | Relatório |     | Público: 6 855 Árbitro: Mattias Gestranius |